# Hachelbich
Hachelbich este o comună din landul Turingia, Germania.